# Fortuné Joseph Petiot-Groffier
Pour les articles homonymes, voir Petiot.
Fortuné Joseph Petiot-Groffier, né Fortuné Joseph Petiot le 16 septembre 1788 à Chalon-sur-Saône et mort le 26 mars 1855 à Châtenoy-le-Royal (Saône-et-Loire), est un photographe, industriel et homme politique français.

## Biographie
Fils de Jean-Joseph Petiot, procureur du roi qui avait été député aux États généraux de 1789 puis président au tribunal de Châlon, il est d'abord avocat au barreau de Chalon-sur-Saône.
Il épouse le 1er décembre 1813 à Châlon-sur-Saône, Olimpe Claudine Thérèse Groffier. Il porte à partir de ce moment là le nom composé de Petiot-Groffier.
Devenu industriel spécialisé dans la raffinerie de betterave à sucre, il introduit en Bourgogne la champagnisation des vins et siège comme juge au tribunal de commerce.

## L'homme politique
Il est colonel de la Garde nationale à Chalon-sur-Saône en 1830 puis maire de la ville de 1832 à 1835 et conseiller général, nommé chevalier de la Légion d'honneur en 1834. Il est député de 1834 à 1842, siégeant dans la majorité soutenant la monarchie de Juillet mais ne participe plus aux débats à partir de 1839, s'étant embarqué pour les Indes à l'ouverture de la session.

## Photographe
Les objets en lien à la photographie lui ayant appartenu témoignent de son implication dans cet art naissant. Il découvre peut-être la photographie grâce à la lecture au début des années 1840 de l’Historique et description des procédés de daguerréotype et du diorama, publié par Louis Daguerre en 1839. Il conserve en tout cas cet ouvrage dans sa bibliothèque de travail.
Les documents d’archives ainsi que les objets de son laboratoire donnent comme fournisseur des pharmaciens de Châlon-sur-Saône, mais aussi des professionnels parisiens, N. B. Delahaye et Charles Chevalier. 
En 1853, à la suite de la décision de démolir la grande nef de l'Hôpital de Chalon-sur-Saône, la Société d'Histoire et d'Archéologie de chalon demande à Petiot-Groffier de prendre des photographies de l'édifice. 
En 1854, il est l'un des membres fondateurs de la Société française de photographie. La même année, à l’âge de 66 ans, il parcourt les routes d’Auvergne en compagnie d’Édouard Baldus et effectue plusieurs prises de vues. Un de ses appareils qu’il utilise lors de ce voyage en Auvergne est fabriqué par Vincent Chevallier, et peut produire des négatifs de 27 cm sur 36 cm. Le 16 mars 1855, quelques jours avant son décès, il fait don à la Société française de photographie de treize vues prises en Auvergne, ainsi que de deux vues de sa distillerie des Alouette à Châtenoy-le-Royal.
Il meurt le 26 mars 1855 à Châtenoy-le-Royal
En 2007, est redécouvert dans sa maison de famille de la région de Châlon-sur-Saône son atelier photographique resté intact après 152 ans. Offert par ses descendants, à la Maison de Nicéphore Niépce de Saint-Loup-de-Varennes, il y est déplacé et présenté à la visite.
D’autres lieux présentent des objets et des photographies de Petiot-Groffier :
- Le musée Nicéphore Niépce à Châlon-sur-Saône reçoit en don des descendants du photographe la grande chambre noire fabriquée par Chevallier, utilisée lors du voyage d’Auvergne, ainsi qu’une série de calotypes.
- À Paris, la bibliothèque nationale de France possède plusieurs photographies positives ou négatives de Petiot-Groffier
- La vente Sotheby's du 21 mars 2002 disperse aux enchères plusieurs photographies du voyage en Auvergne de Baldus et Petiot-Groffier, des archives, manuscrits, épreuves, ainsi que le carnet du laboratoire[4]

## Distinctions
- Chevalier de la Légion d'honneur (1834).

## Galerie

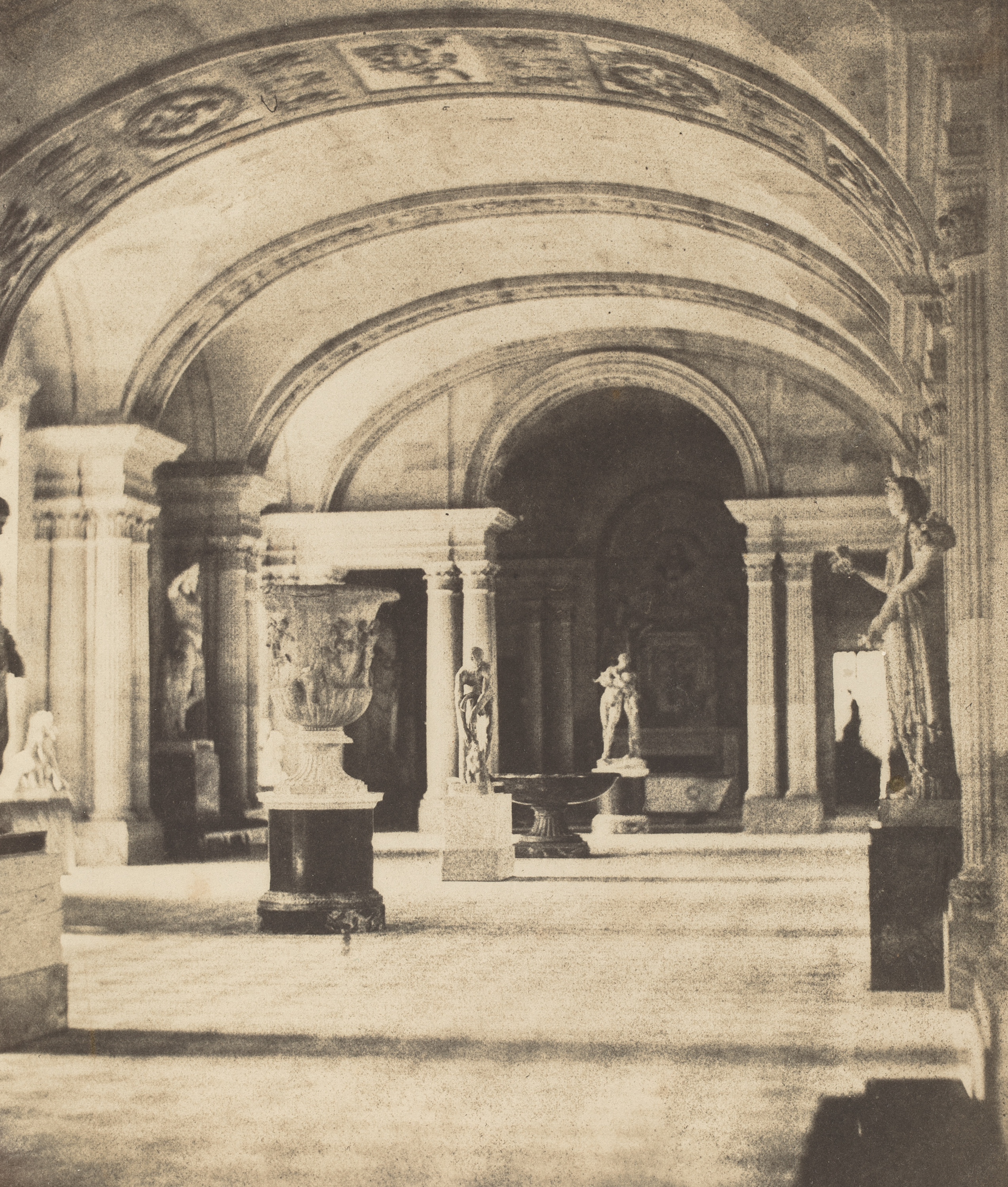
La salle des Caryatides au musée du Louvre, 1851.
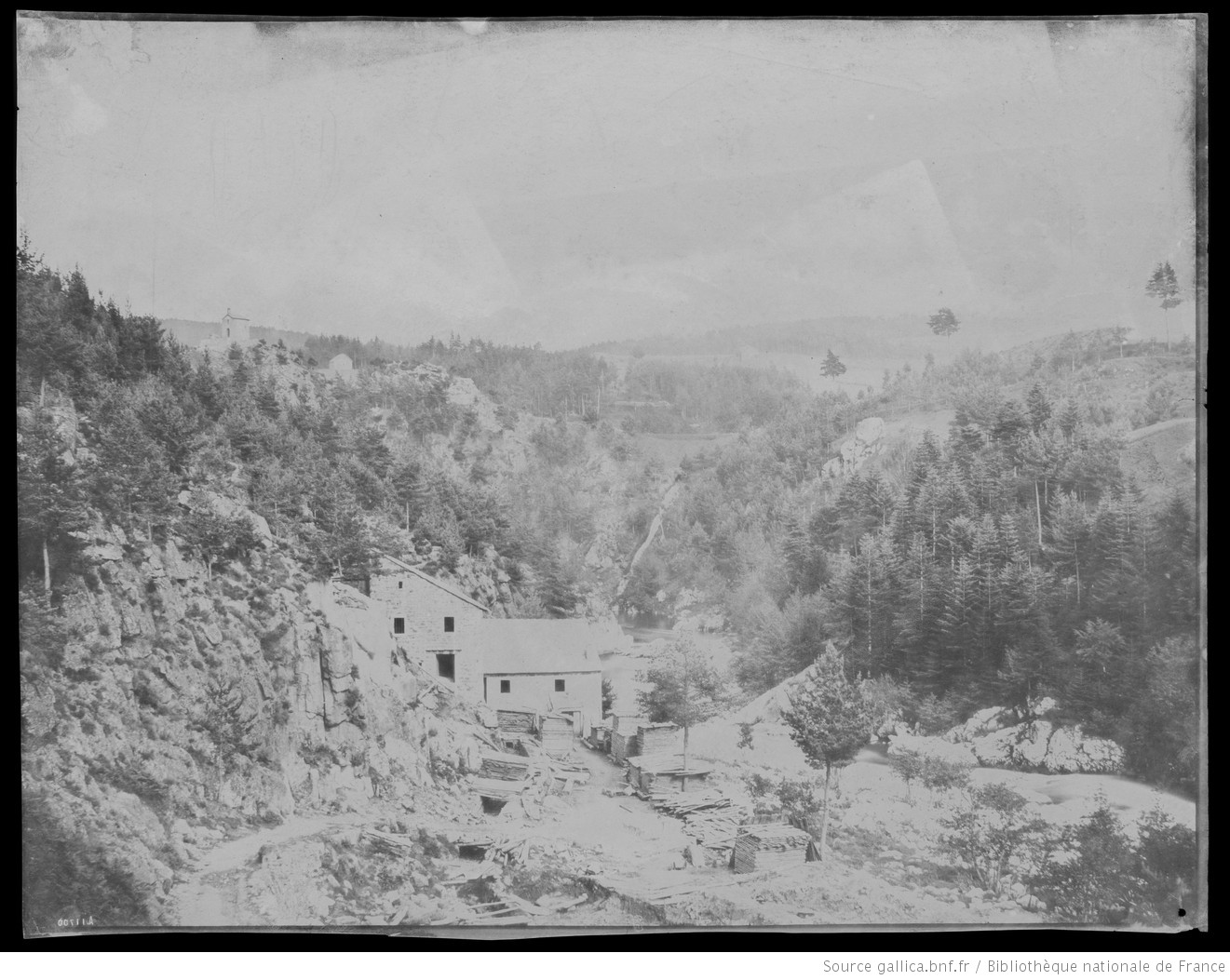
Scierie dans une vallée en Auvergne, 1854.
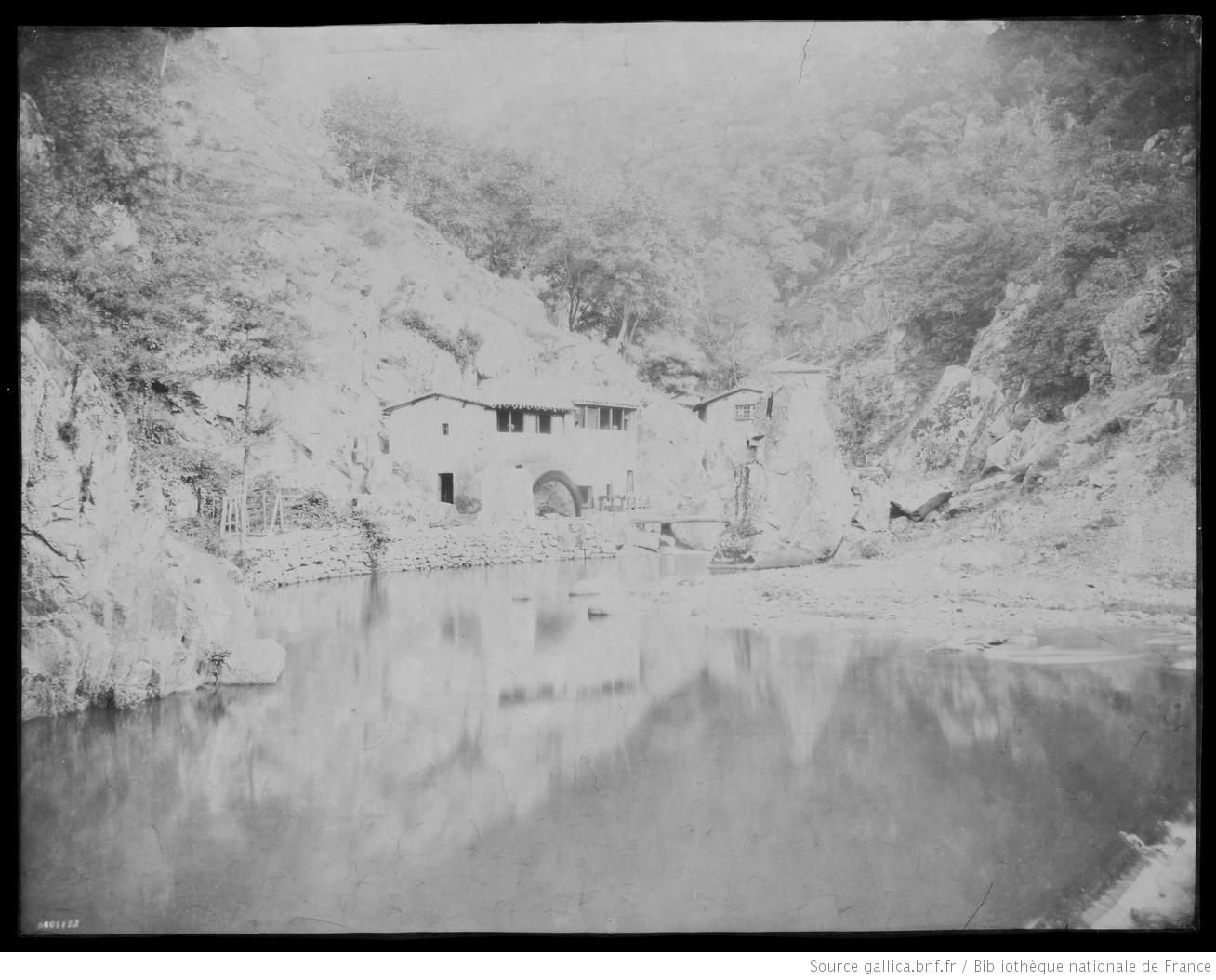
Le Creux de l'enfer près de Thiers en Auvergne, 1854[N 1].